# تام پتی
توماس ارل «تام» پتی (به انگلیسی: Thomas Earl "Tom" Petty) (زادهٔ ۲۰ اکتبر ۱۹۵۰ - درگذشتهٔ ۲ اکتبر ۲۰۱۷) گیتاریست، خواننده، ترانه‌سرا و تهیه‌کنندهٔ موسیقی آمریکایی بود. او یکی از چهره‌های شاخص سبک هارتلند راک به‌شمار می‌آید.
پتی که زادهٔ شهر گینزویل، فلوریدا بود، از سال ۱۹۶۸ تا زمان مرگش در ۲۰۱۷ میلادی در زمینهٔ موسیقی فعالیت می‌کرد. او خواننده و رهبر گروه موسیقی تام پتی اند د هارت‌بریکرز و یکی از اعضای ابرگروه ترَوِلینگ ویلبریز بود. تام پتی در سال‌های فعالیت حرفه‌ایش دستاوردهای متعددی داشت که ۱۸ نامزدی و ۳ بار دریافت جایزهٔ گرَمی از جملهٔ آن‌ها بود. «پناهنده»، «انتظار»، «دختر آمریکایی»، «آخرین رقص مری جین»، «آموختن پرواز» و «سقوط آزاد» از آثار معروف او هستند.
تام پتی بامداد دوم اکتبر ۲۰۱۷ دچار ایست قلبی شد و همان شب در بیمارستانی در سنتا مونیکای کالیفرنیا درگذشت.